# Опус Арена
Опус Арена — футбольний стадіон у місті Осієк, Славонія, Хорватія, у міському районі Пампас. Стадіон вміщує 13 005 глядачів, що робить його четвертим за величиною стадіоном у Хорватії. Стадіон використовується НК Осієк та національною збірною Хорватії з футболу як для внутрішніх, так і для міжнародних змагань.
Стадіон, побудований у період з 2017 по 2023 рік, до отримання спонсорської підтримки від угорської компанії з управління активами Opus Global був неофіційно відомий як «Стадіон Пампаса». Стадіон був побудований для місцевої клубної команди НК Осієк як наступникстадіону Градскі Врт. Для змагань УЄФА і ФІФА він відомий як стадіон НК Осієк (Stadion NK Osijek), що пов'язано з обмеженнями на корпоративне спонсорство. У 2023 році на цьому стадіоні національна збірна країни розпочала відбірковий турнір до Євро-2024.
«Опус Арена», що фінансується компаніями НК Осієк, Opus Global і грантом угорського уряду в розмірі 65 млн євро, є першим стадіоном з дахом, який повністю закриває глядацькі місця. Територія стадіону також служить тренувальною базою клубу, до неї примикають сім футбольних полів.

## Історія
Проєкт був офіційно оголошений 19 квітня 2018 року в осієцькому кінотеатрі «Уранія» колишнім президентом клубу Іваном Мештровічем.
Перші роботи на майданчику розпочалися наприкінці 2017 року, коли проводилася підготовка майданчика. Ділянку підняли на 1,5 метра за рахунок додаткового звалища. Оскільки ділянка охоплює 15,3 га, це означало тисячі вантажівок. У квітні 2019 року, протягом місяця, було забито 1000 паль (кожна глибиною 12 метрів), що забезпечило майбутню стійкість стадіону.
У листопаді 2019 року найвідоміший гравець НК Осієк і колишній президент Хорватської федерації футболу Давор Шукер оголосив про символічний внесок федерації в проєкт у розмірі 1 млн євро.
27 березня 2023 року новий стадіон і тренувальний табір футбольного клубу «Осієк» отримали дозвіл для будівництва спортивно-оздоровчої будівлі — футбольної школи та стадіону НК «Осієк». На наступному етапі, до офіційного відкриття тільки стадіону і тренувального табору, буде проведено оздоблення внутрішніх приміщень і посів трави, тобто встановлення штучних покриттів на допоміжних полях.
У червні 2023 року Федерація футболу Хорватії підтвердила, що відбірковий турнір до Євро-2024 національна збірна відкриє на стадіоні проти збірної Туреччини.

## Характеристики
Площа ділянки становить 15,3 га. До послуг гостей 750 паркомісць для громадського паркування та 150 VIP-парковок. Це стадіон 4 категорії УЄФА.
Початковий проєкт передбачав ложі на Західній трибуні, які включали ліжка, сауни та джакузі. На початку 2022 року представники клубу оголосили, що на Західній трибуні не буде саун і джакузі, як планувалося спочатку. Натомість запланована площа була зменшена і використовується як готель та тренувальна зона для гравців. Також, завдяки зменшенню зазначеної площі, загальна місткість стадіону зросла з 12 750 до 13 005 глядачів. На прилеглій до стадіону території розташовано сім полів із підігрівом і розважальні заклади для гравців.
Стадіон має офіційну місткість 13 005, яку можна збільшити до 14 750, і це перший повністю критий стадіон в країні. Приблизно 550 місць є підвищеного класу, з яких 100 розташовані у 7 ложах. Дах (188x150 м) простягається за межі стадіону, забезпечуючи тінь або захист від дощу і роблячи його більш привітною громадською зоною. Він висить на висоті 22,5 метра над землею і є визначним елементом стадіону. Фасад стадіону напівпрозорий, що забезпечує достатній доступ сонячного світла вдень до приміщень під трибунами. Розділений на 12 горизонтальних кілець, фасад підсвічується різними кольорами, що робить стадіон привабливим вночі.

## Галерея

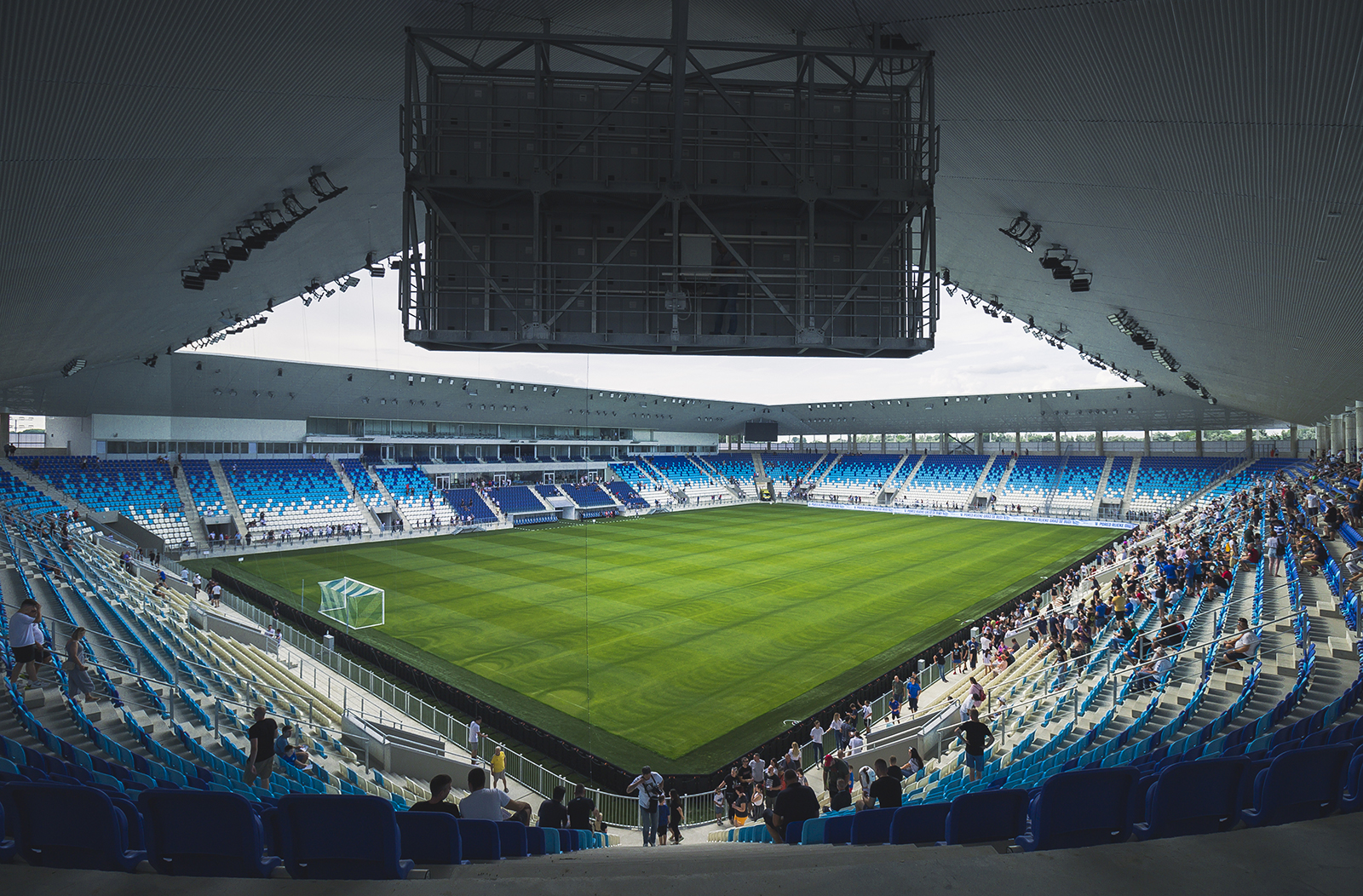
Вигляд з південного сходу, 2023 рік

## Міжнародні матчі
| Дата                      | Змагання                           | Суперник                  | Результат                 | Відвідуваність            | посилання                 |                           |
| Збірна Хорватії з футболу | Збірна Хорватії з футболу          | Збірна Хорватії з футболу | Збірна Хорватії з футболу | Збірна Хорватії з футболу | Збірна Хорватії з футболу | Збірна Хорватії з футболу |
| ------------------------- | ---------------------------------- | ------------------------- | ------------------------- | ------------------------- | ------------------------- | ------------------------- |
| 12 жовтня 2023            | Кваліфікація Євро-2024             | Туреччина                 | 0–1                       | 12 812                    |                           |                           |
| 8 вересня 2024            | Ліга націй УЄФА 2024—2025          | Польща                    | 1–0                       | 12 612                    |                           |                           |
| 9 червня 2025             | Кваліфікація чемпіонату світу 2026 | Чехія                     | –                         |                           |                           |                           |